# Апсида
Апси́да (от др.-греч. ἁψίς, ἁψῖδος — свод), абси́да (лат. absis) — примыкающий к основному объёму пониженный выступ здания, полукруглый, гранёный, прямоугольный или усложнённый в плане, перекрытый полукуполом (конхой) или сомкнутым полусводом. Как правило, этим термином обозначаются алтарные объёмы в церковной архитектуре. Небольшой пониженный выступ гранёной или полукруглой формы, примыкающий к основному объёму здания и не имеющий внутри себя алтаря, называется апсидиола. Впервые апсиды появились в древнеримских базиликах.

## Описание
В христианских храмах апсида, как правило, представляет собой алтарный выступ, ориентированный на восток. Вместе с тем назначение апсид может быть и иным, утилитарным или декоративным. Так, собор Петра Митрополита Высоко-Петровского монастыря окружён апсидами со всех сторон. В католических храмах в апсидах могли размещаться капеллы.
Православный храм имеет обычно нечётное число апсид — одну или три. Константинопольские храмы IX—XI веков часто имели три апсиды, первоначально использовавшиеся как три независимых алтаря. К XIV веку три апсиды в трёхапсидных храмах превращаются из трёх алтарей в алтарь в средней апсиде, протезис («жертвеник») в северной апсиде и диаконник (ризница) для хранения литургических облачений и богослужебных книг в южной апсиде.
В западноевропейской архитектуре апсидой может называться аналогичная по форме часть внутреннего помещения храма, содержащая алтарную часть, хотя и не являющаяся внешним выступом.

## Галерея
- Алтарная апсида в западноевропейском храме
- Тройная апсида базилики святой Иулии в Бонате-Сотто
- Пять апсид Успенского собора Московского Кремля